# Herkules Maier
Pour plus de détails, voir Fiche technique et Distribution.
Herkules Maier est un film allemand réalisé par Alexander Esway et sorti en 1928.
C'est le premier film du réalisateur, lancé par le producteur Reinhold Schünzel qui y tient lui-même le premier rôle.

## Synopsis
Herkules Maier est représentant de commerce. Il a du mal à subvenir aux besoins de sa famille.

## Fiche technique
- Titre : Herkules Maier
- Réalisation : Alexander Esway
- Scénario : Alfred Schirokauer, Reinhold Schünzel
- Photographie : Willy Goldberger
- Musique : Artur Guttmann
- Producteur : Reinhold Schünzel
- Pays de production :  République de Weimar
- Dates de sortie: 
  - Allemagne : 10 février 1928 (Berlin)
  - Portugal : 4 novembre 1929

## Distribution
- Reinhold Schünzel : Herkules Maier
- Claire Rommer : Maria, sa femme
- Ida Perry
- Sophie Pagay
- Ellen Plessow
- Ernst Behmer
- Julius E. Herrmann
- Albert Paulig
- Ferry Sikla
- Eugen Burg
- Max Ehrlich
- Lydia Potechina
- Gertl Grossmann
- Carl Geppert
- Rosa Valetti : Wirtin
- Ludwig Stössel
- Carla Bartheel
- Hugo Werner-Kahle
- Sig Arno